# Verfassungsgericht des Landes Brandenburg

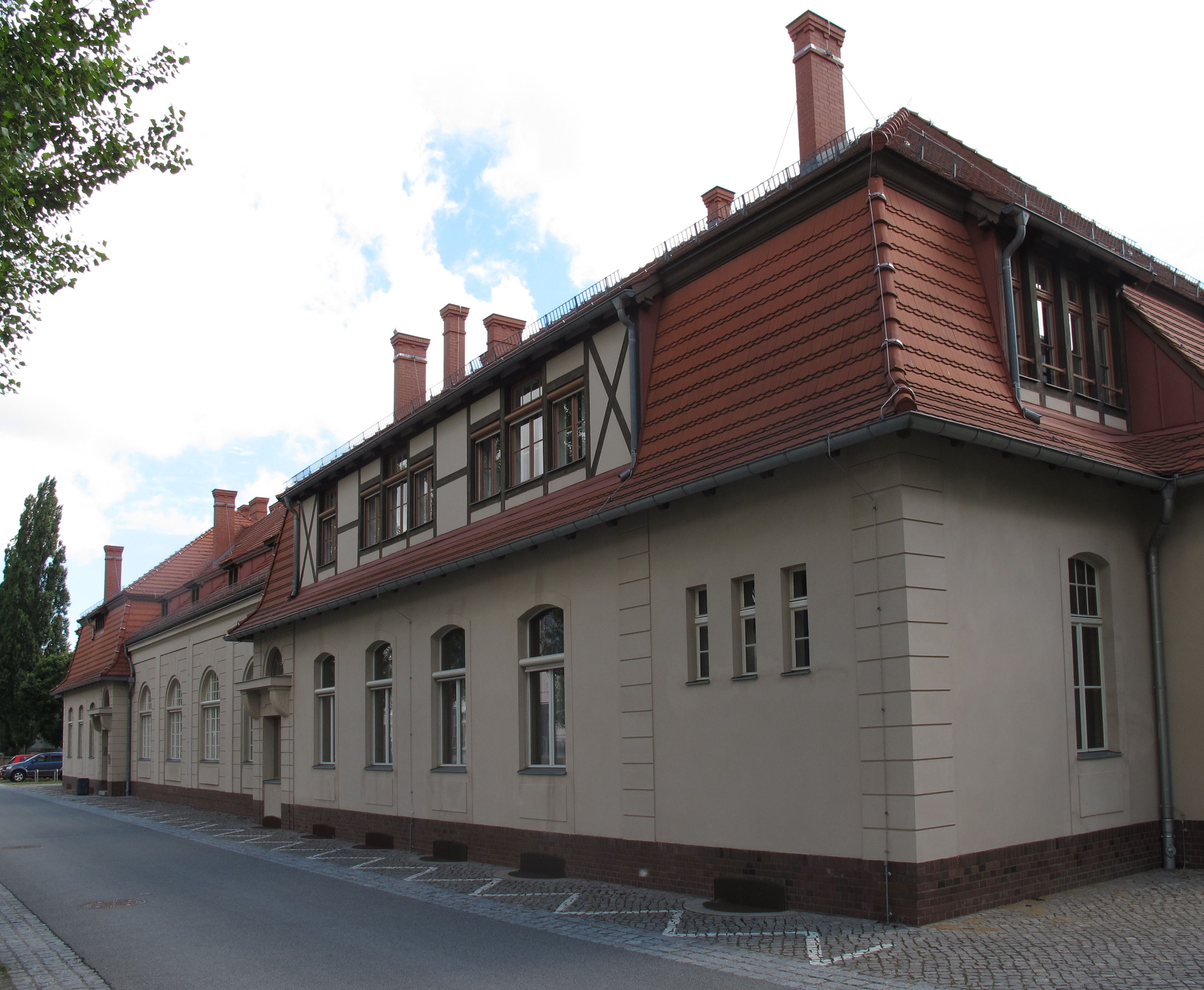
Sitz des Brandenburgischen Verfassungsgerichts in Potsdam

Das Verfassungsgericht des Landes Brandenburg ist neben dem Landtag Brandenburg und der Brandenburgischen Landesregierung das dritte Verfassungsorgan des Landes Brandenburg. Als Verfassungsgericht ist es für Verfassungsstreitigkeiten zuständig.

## Geschichte
Das Verfassungsgericht nahm erst 1993 als letztes der brandenburgischen Verfassungsorgane seine Tätigkeit auf.
Als erste Frau stand Monika Weisberg-Schwarz als Präsidentin von 2004 bis Ende 2008 an der Spitze des Gerichts.

## Sitz
Sitz des Gerichts ist Potsdam. Die Anschrift lautet Jägerallee 9–12, 14469 Potsdam.

## Zusammensetzung und Bestellung
In Artikel 112 der Verfassung des Landes Brandenburg ist die Zusammensetzung sowie die Amtsdauer der Mitglieder des Verfassungsgerichtes geregelt. Das Verfassungsgericht besteht danach aus dem Präsidenten, dem Vizepräsidenten und sieben weiteren Verfassungsrichtern. Es setzt sich zu je einem Drittel aus Berufsrichtern, aus Mitgliedern mit der Befähigung zum Richteramt oder Diplomjuristen und aus Mitgliedern zusammen, die diese Voraussetzungen nicht erfüllen müssen. Mitglieder des Verfassungsgerichtes können danach auch Nichtjuristen sein. Dies war in der Vergangenheit bereits der Fall, so in der Person des Schriftstellers, Malers und Komponisten Florian Havemann.
Artikel 112 der Verfassung des Landes Brandenburg lässt es zu, dass durch Gesetz die Zahl der Mitglieder des Verfassungsgerichtes auf zwölf erhöht wird. Die Mitglieder des Verfassungsgerichtes müssen vom Landtag des Landes Brandenburg mit einer Mehrheit von zwei Dritteln der Mitglieder des Landtages gewählt werden. Ihre Amtszeit beträgt zehn Jahre ohne die Möglichkeit einer Wiederwahl. Zum Verfassungsrichter kann im Übrigen nur gewählt werden, wer mindestens fünfunddreißig Jahre alt und zum Deutschen Bundestag wählbar ist. Einem anderen Verfassungsorgan des Landes oder des Bundes dürfen die Mitglieder des Verfassungsgerichtes nicht angehören.
In Ausführung der Vorgaben des Artikel 112 der Verfassung des Landes Brandenburg enthält das Gesetz über das Verfassungsgericht des Landes Brandenburg (VerfGGBbg) unter anderem nähere Bestimmungen zur Wahl, den persönlichen Voraussetzungen, die die Mitglieder des Verfassungsgerichts erfüllen müssen, dem zu leistenden Amtseid, der Entschädigung, einem vorzeitigen Ausscheiden von Verfassungsrichtern aus dem Amt sowie zur Unvereinbarkeit des Amtes des Verfassungsrichters mit anderen Tätigkeiten. So können Beamte und sonstige Angehörige des öffentlichen Dienstes, mit Ausnahme der Richter und der Professoren an einer deutschen Hochschule, nicht Mitglied des Verfassungsgerichts sein. Im Übrigen können Verfassungsrichter auf eigenen Wunsch jederzeit aus dem Amt ausscheiden.

## Zuständigkeit des Verfassungsgerichtes
Nach Artikel 113 der Verfassung entscheidet das Verfassungsgericht insbesondere über:
1. Organstreitigkeiten innerhalb des Landes,
2. abstrakte Normenkontrollen gegen Landesrecht am Maßstab der Verfassung,
3. konkrete Normenkontrollen gegen Landesgesetze am Maßstab der Verfassung,
4. Verfassungsbeschwerden (des Einzelnen wegen Verletzung von Grundrechten oder der Kommunen wegen Verletzung der kommunalen Selbstverwaltung).

## Mitglieder
Mitglieder des Gerichts sind:

(Hinweis: Hauptamt/Hauptberuf in Klammern)
1. Markus Möller, Präsident (Vorsitzender Richter am Finanzgericht)
2. Michael Strauß, Vizepräsident (Richter am Amtsgericht)
3. Julia Barbara Finck (alias Juli Zeh; Schriftstellerin)
4. Kathleen Heinrich-Reichow (Richterin am Sozialgericht)
5. Christine Kirbach (Richterin am Amtsgericht)
6. Andreas Koch (Richter am Bundesverwaltungsgericht)
7. Thomas Gerald Müller (Rechtsanwalt)
8. Alexander Richter (Richter am Sozialgericht)
9. Karen Sokoll (Rechtsanwältin)

## Ehemalige Mitglieder
Ehemalige Mitglieder des Gerichts sind:
- Hans-Herbert von Arnim, 1993 bis 1996
- Ulrich Becker, 2011 bis 2021
- Michael Dawin, Vizepräsident von 2009 bis 2011, Richter seit 2004
- Andreas Dielitz, 2009 bis 2019
- Matthias Dombert, 1993 bis 2009
- Andreas Dresen, 2012 bis 2023
- Christine Fuchsloch, 2009 bis 2019
- Beate Harms-Ziegler, 1993 bis 2009
- Florian Havemann, 1999 bis 2009
- Sarina Jegutidse, 1999 bis 2009
- Wolfgang Knippel, Vizepräsident von 1993 bis 2009
- Dirk Lammer, 2010 bis 2021
- Peter Macke, Präsident von 1993 bis 2004
- Ralf Mitzner, 1993 bis 1999
- Jes Möller, Präsident von 2012 bis 2019, Richter seit 2009
- Kerstin Nitsche, Vizepräsidentin von 2011 bis 2019, Richterin seit 2009
- Sigrid Partikel, 2009 bis 2019
- Rüdiger Postier, Präsident von 2009 bis 2012
- Kristina Schmidt, 2009 bis 2019
- Karl-Heinz Schöneburg, 1993 bis 1999
- Volkmar Schöneburg, 2006 bis 2009
- Richard Schröder, 1993 bis 2009
- Monika Weisberg-Schwarz, Präsidentin von 2004 bis 2009, Richterin seit 1993
- Rosemarie Will, 1996 bis 2006